# 鷹藤ひの
鷹藤 ひの（たかふじ ひの、1990年9月13日 - ）は日本のアイドル､ 仮面女子、アーマーガールズ、ほわいと☆milkのメンバー。メンバーカラーは緑色。東京都出身。アリスプロジェクト所属。

## 人物
- 2016年2月 アリスプロジェクト所属、2代目就活応援隊WithアポSelf(AJs)のメンバーとして芸能活動開始。
- 2016年5月 2代目就活応援隊withアポセルフを卒業。上位ユニットにあたるスライムガールズに加入。
- 2016年12月 スライムガールズを卒業。上位ユニットのぱー研!に昇格。
- 2016年12月 OZ (アイドルグループ)とぱー研!のコラボユニット、仮面女子候補生に加入。仮面女子候補生では、リーダーを務める。
- 2016年12月 立川アレアレアにてラーメンの儀を行い、アレアガールズ加入。
- 2017年4月 町田シバヒロにて行われる大つけ麺博にて、トッピング☆ガールズFTTB - ウェイバックマシン（2017年4月5日アーカイブ分）加入
- 2017年11月 アリスプロジェクト超組閣にて、仮面女子、アーマーガールズ昇格が発表される
- 2018年1月20日1部公演ぱー研!卒業、同日2部公演アーマーガールズ加入
- 2018年2月15日2部公演仮面女子加入
- 2018年8月13日1部公演ほわいと☆milk加入
- 2019年8月12日2部公演ほわいと☆milk卒業
- 2019年8月18日2部公演仮面女子、アーマーガールズ卒業

## 趣味・特技
- エンジョイ志向のサッカー、フットサル、スノーボードをすること、料理やお菓子を作ること、食べること

## ユニット活動
- 2代目就活応援隊WithアポSelf(AJs)（2016年2月24日ステージデビュー - 2016年5月8日）
- スライムガールズ（2016年5月9日ステージデビュー - 2016年12月22日）
- ぱー研!（2016年12月23日 - 2018年1月20日）
- 仮面女子候補生（2016年12月23日 - 2018年1月20日）
- アレアガールズ（2016年12月26日 - 2018年1月15日）
- トッピング☆ガールズFTTB（2017年4月1日 -2019年8月18日)
- アーマーガールズ（2018年1月20日 -2019年8月18日）
- 仮面女子（2018年2月15日 -2019年8月18日）
- ほわいと☆milk（2018年8月13日 - 2019年8月12日）